# ユニコーン 3人目の秘密
『ユニコーン 3人目の秘密』（原題:The Unicorn）は2018年に公開されたアメリカ合衆国のコメディ映画である。監督はロバート・シュワルツマン、主演はローレン・ラプカスが務めた。
本作は日本国内で劇場公開されなかったが、U-NEXTがデジタル配信を行っている。

## 概略
ある婚約中のカップル（マロリーとケイレブ）は倦怠期を乗り越えるべく、3Pでのセックスに挑戦することにした。2人は早速協力者を探しに出かけたが、その過程で思わぬゴタゴタが発生してしまう。

## キャスト
- マロリー：ローレン・ラプカス
- ケイレブ：ニック・ラザフォード
- ジェシー：ルーシー・ヘイル
- タイソン：ベック・ベケット
- エイプリル：ドリー・ヘミングウェイ
- チャーリー：ダレル・ブリット＝ギブソン
- ケイティ：マヤ・カザン
- ルイス：ジョン・カペロス
- エディ：ビヴァリー・ダンジェロ
- ゲイブ：カイル・ムーニー
- サマンサ：ブリタニー・ファーラン
- バーテンダー：ジェフ・グレイス
- ベッキーおばさん：エリザベス・ラスシオ
- ベブ：ロバート・シュワルツマン

## 製作・公開
2017年7月17日、本作の主要キャストが発表された。2018年2月28日、本作の劇中映像が初めて公開された。3月10日、本作はサウス・バイ・サウスウエストでプレミア上映された。4月20日、スクリーン・メディア・フィルムズが本作の全米配給権を獲得したとの報道があったが、結局、同社が本作を配給することはなかった。9月5日、ジ・オーチャードが本作の全米配給権を購入したと報じられた。2019年1月18日、本作のオフィシャル・トレイラーが公開された。

## 評価
本作は批評家から高く評価されている。映画批評集積サイトのRotten Tomatoesには11件のレビューがあり、批評家支持率は91%、平均点は10点満点で7.5点となっている。また、Metacriticには6件のレビューがあり、加重平均値は55/100となっている。